# 파키스탄의 정치
파키스탄의 정치는 헌법에 의해 구성된 프레임워크 안에서 발생한다.
주민의 95%가 회교도로 정치에도 회교색이 강하며, 헌법도 대통령의 신분자격을 회교도에 한정하고 있다. 1958년 군부의 쿠데타로 아유브 칸이 대통령이 되어 독재정치를 했다. 1971년 알리 부토 당수가 13년간의 군사통치를 종식시키고 대통령에 취임했으며, 73년 내각책임제로 개헌하여 총리가 되었다. 쿠데타로 정권을 장악한 지아 울하크 대통령은 독재체제를 유지해 오다가 사고로 사망했다. 이후 정국(政局)은 반전되어, 1988년 회교권 국가에서는 최초로 베나지르 부토가 여성총리에 취임했으나 실각했다.2001년 6월 총선에서 무샤라프 대통령이 취임하였다. 무샤라프 대통령은 2003년 11월 재선에 성공했다.